# Nong Khaem
Nong Khaem (in thailandese: หนองแขม) è uno dei 50 distretti (khet) della città di Bangkok, in Thailandia.